# Boutigny-sur-Essonne
Boutigny-sur-Essonne é uma comuna francesa na região administrativa da Ilha de França, no departamento de Essonne. Estende-se por uma área de 16.20 km². Em 2010 a comuna tinha 3 015 habitantes (densidade: 186,1 hab./km²).